# Apparizione della Vergine a san Bernardo (Filippo Lippi)
L'Apparizione della Vergine a san Bernardo è opera di Filippo Lippi, tempera su tavola (98x106 cm), databile entro il 1447 e conservata nella National Gallery di Londra.

## Storia
Il dipinto era destinato per il Palazzo della Signoria di Firenze per essere collocato di fronte alla porta della Cancelleria, come sopraporta, citata dal Vasari.
Il Baldinucci citò un documento di pagamento, oggi perduto, relativo al saldo del pagamento per il dipinto, datato 16 maggio 1447, data che è verosimile anche secondo l'analisi stilistica.
L'opera ricomparve a Parigi nel 1850, come attribuita a Benozzo Gozzoli, poi a Masaccio. Fu Cavalcaselle (1892) a riferirla al Lippi, un'attribuzione poi sempre sostanzialmente confermata, anche dopo la pulitura dalle ridipinture a seguito di un restauro. Non è comunque improbabile l'intervento in alcune parti di aiuti di bottega, come il Maestro della Natività di Castello.

## Descrizione e stile
Il tema dell'apparizione della Vergine e di tre angeli a san Bernardo in meditazione e studio nel deserto venne trattato con originalità dal Lippi, che sfruttò appieno la particolare forma della tavola. Lo sfondo roccioso e il leggio poggiato sulla nuda roccia hanno come precedente una scena simile nella predella del polittico di Giovanni da Milano a Prato.